# LXDE
LXDE (съкратено от Lightweight X11 Desktop Environment) е проект за разработка на среда за безплатна десктоп среда за Unix-базирани операционни системи, както и за POSIX, Linux и BSD. Целта на проекта е да осигури бърз и ефективен десктоп. Името LXDE идва от акронима образуван от изречението на английски "Лека/Лесна десктоп среда X11" (Lightweight X11 Desktop Environment‏).

## За LXDE
LXDE е бърза и използва по-малко РАМ-памет и не се нуждае от много бърз процесор. Изключително бърза е на по-слаби компютри като мобилни устройства, нетбуци, стари компютри и лаптопи. Може да бъде инсталирана на всяка една ГНУ/Линукс дистрибуция като Debian, Fedora, Mandriva, openSUSE и Ubuntu. Идва като графична среда по подразбиране в Lubuntu – клон от популярната ГНУ/Линукс дистрибуция Ubuntu и Knoppix. LXDE може да бъде инсталирана и на OpenSolaris и BSD. Изходният код е публикуван под GPL и частично под LGPL лиценза. LXDE е преведена на много езици.

## Приложения
Приложения, включени в LXDE:
- Openbox – Мениджър на прозорци.
- Obconf – Графичен инструмент за настройки на Openbox.
- PCMan File Manager – Файлов мениджър.
- Xarchiver – Програма за работа с архиви.
- Leafpad – Текстов редактор.
- LXTerminal – Терминален емулатор.
- GPicView – Програма за разглеждане на картинки.
- Lxappearance – Инструмент за настройки на изгледа.